# Sdružení knihoven ČR
Sdružení knihoven ČR, z.s. (zkráceně SDRUK) je zapsaným spolkem, jehož účelem je "podpora činnosti a rozvoje knihoven, ochrana a prosazování jejich zájmů, podpora jejich odborné spolupráce napříč obory a podpora knihovnictví".
Členy spolku jsou krajské, městské, vědecké, univerzitní i odborné knihovny, které spolupracují na rozvoji českého knihovnictví.
„SDRUK reprezentuje sebevědomé knihovny, které jsou pilířem demokratické, vzdělané a kulturní společnosti. Podporuje jejich spolupráci, přináší inspiraci a zaštiťuje projekty celostátního významu.“

## Historie
Sdružení knihoven ČR bylo ustanoveno v prosinci roku 1992 a u jeho zrodu stálo devět státních vědeckých (dnes krajských) knihoven – v Brně, Českých Budějovicích, Hradci Králové, Kladně, Liberci, Olomouci, Ostravě, Plzni a Ústí nad Labem, k nimž se v roce 1993 připojilo dalších dvanáct vědeckých a odborných knihoven.
V současnosti má SDRUK celkem 93 členských knihoven.

## Klíčové oblasti činnosti
Cílem Sdružení knihoven ČR je „rozvoj duchovních hodnot ve vztahu k zabezpečení demokratického přístupu informací uložených v knihovních fondech odborných a vědeckých knihoven.“
Sdružení rozvíjí činnost v těchto oblastech:
- Podpora, vzdělávání a síťování manažerů
- Podpora rozvoje odborných témat českého knihovnictví
- Podmínky pro činnost knihoven, lobbying
- Marketing knihoven
- Mezinárodní spolupráce
- Synergie a nové trendy

## Odborné sekce
V rámci Sdružení knihoven ČR funguje celkem 9 odborných sekcí, které se zaměřují na důležité aspekty knihovnictví v České republice i v zahraničí, podílí se na projektech českého knihovnictví a sledují aktuální trendy v oboru nejen v ČR, ale také v zahraničí. Získané informace předávají a šíří mezi členské i nečlenské knihovny:
- Sekce pro akvizici
- Sekce pro bibliografii
- Sekce pro historické fondy
- Sekce pro informační vzdělávání uživatelů
- Sekce pro informační technologie
- Sekce pro městské knihovny
- Sekce pro PR a marketing
- Sekce pro regionální funkce
- Sekce pro služby

## Projekty a konference
Sdružení knihoven ČR se podílí na řadě konferencí a projektů, které rozvíjejí české knihovnictví:
- Strategický partner knihoven v ČR
- České a německé knihovny spolupracují
- PR Akademie
- Senioři do onlinu
- Manažerský bujón 2022
- Medaile Z. V. Tobolky

Již od roku 1993 se podílí na organizaci mezinárodní konference Knihovny současnosti. Na organizaci této konference se podílí mj. také Svaz knihovníků a informačních pracovníků a Ministerstvo kultury ČR.